# 西晉幽州行政區劃
西晉幽州州治所在薊縣（今北京市）。範圍在今河北省北部，北京市全部，天津市海河以北。建興二年（314年）幽州一度為石勒所攻陷，西晉末時幽州相当多的範圍已被段部鮮卑佔據。

## 郡級行政區
西晉幽州領涿、上谷、廣陽、漁陽、北平、遼西、代、遼東、昌黎、玄菟、樂浪、帶方12郡。泰始十年（274年）遼東、昌黎、玄菟、樂浪、帶方5郡移屬平州。漁陽郡於咸寧元年（275年）併入燕國，西晉末由王浚復立。
范陽國
曹魏舊郡，郡治涿縣（今河北省涿州市），領涿、逎、故安、范陽、良鄉、方城、北新城、容城8縣。泰始元年（265年）封晉宗室司馬綏為范陽王，涿郡改為范陽國。西晉時北新城縣移屬高陽國，增置長鄉縣。西晉末領涿、良鄉、方城、遒、故安、范陽、容城、長鄉8縣。
燕國
曹魏舊郡，郡治薊縣（今北京市），領薊、安次、昌平、軍都、廣陽5縣。咸寧年間（275-280）漁陽郡潞、雍奴、泉州、安樂4縣來隸。增置狐奴縣（不詳何時）。王浚主冀、幽2州軍事時，雍奴、潞、泉州、安樂、狐奴5縣移屬漁陽郡。西晉末領薊、安次、昌平、軍都、廣陽5縣。
漁陽郡
曹魏舊郡，郡治漁陽縣（今北京市密雲縣），領漁陽、潞、雍奴、泉州、安樂5縣。咸寧年間（275-280）廢郡併入燕國。西晉末王浚復立漁陽郡，郡治雍奴縣（今天津市武清區北），領雍奴、潞、泉州、安樂、狐奴5縣。
北平郡
曹魏為右北平郡，西晉時改名北平郡，郡治徐無縣（今河北省遵化市東），領徐無、土垠、俊靡、無終4縣。
上谷郡
曹魏舊郡，郡治沮陽縣（今北京市延慶縣西南），領沮陽、居庸、下洛、潘、涿鹿、廣寧6縣。泰始九年（273年）廢廣寧縣，太康年間（280-289）下洛、潘、涿鹿3縣移屬廣寧郡。西晉末領沮陽、居庸2縣。
廣寧郡
太康三年（282年）左右分上谷郡置，郡治下洛縣（今河北省涿鹿縣東），領下洛、潘、涿鹿3縣。
代郡
曹魏舊郡，郡治代縣（今河北省蔚縣東北），領代、平舒、當城3縣，增置廣昌縣。西晉末領代、平舒、當城、廣昌4縣。
遼西郡
曹魏舊郡，郡治陽樂縣（今河北省盧龍縣東），領陽樂、海陽、肥如、臨渝、令支5縣。廢臨渝、令支2縣。西晉末領陽樂、肥如、海陽3縣。

## 縣級行政區
| 幽州（州治：薊縣）                                                                 |        |        |                      |                                               |                                                     |
| 說明：本表為西晉時期幽州各郡所轄的縣份；以深灰色表示者，為曾經建置，後來廢除的縣份 |        |        |                      |                                               |                                                     |
| 郡名 （縣數）                                                                      | 郡治   | 縣名   | 今地位置(2012年12月) | 隸屬郡國                                      | 備注                                                |
| 涿郡 （8）                                                                         | 涿縣   | 涿縣   | 今河北省涿州市       | 范陽國(265-316，涿郡265)                      |                                                     |
| 涿郡 （8）                                                                         | 涿縣   | 良鄉縣 | 今北京市房山區東南   | 范陽國(265-316，涿郡265)                      |                                                     |
| 涿郡 （8）                                                                         | 涿縣   | 方城縣 | 今河北省固安縣       | 范陽國(265-316，涿郡265)                      |                                                     |
| 涿郡 （8）                                                                         | 涿縣   | 逎縣   | 今河北省涿州市西     | 范陽國(265-316，涿郡265)                      |                                                     |
| 涿郡 （8）                                                                         | 涿縣   | 故安縣 | 今河北省定興縣西     | 范陽國(265-316，涿郡265)                      |                                                     |
| 涿郡 （8）                                                                         | 涿縣   | 范陽縣 | 今河北省容城縣西北   | 范陽國(265-316，涿郡265)                      |                                                     |
| 涿郡 （8）                                                                         | 涿縣   | 容城縣 | 今河北省容城縣北     | 范陽國(265-316，涿郡265)                      |                                                     |
| 涿郡 （8）                                                                         | 涿縣   | 長鄉縣 | 今河北省固安縣西北   | 范陽國(266?-316)                              | 晉時置縣。                                          |
| 燕國 （5）                                                                         | 薊縣   | 薊縣   | 今北京市中心         | 燕國(265-316)                                 |                                                     |
| 燕國 （5）                                                                         | 薊縣   | 安次縣 | 今河北省廊坊市       | 燕國(265-316)                                 |                                                     |
| 燕國 （5）                                                                         | 薊縣   | 昌平縣 | 今北京市北           | 燕國(265-316)                                 |                                                     |
| 燕國 （5）                                                                         | 薊縣   | 軍都縣 | 今北京市西北         | 燕國(265-316)                                 |                                                     |
| 燕國 （5）                                                                         | 薊縣   | 廣陽縣 | 今北京市西南         | 燕國(265-316)                                 |                                                     |
| 漁陽郡 （5）                                                                       | 雍奴縣 | 雍奴縣 | 今天津市武清區北     | 漁陽郡(265-275?)→燕國(275?-？)→漁陽郡(？-316) |                                                     |
| 漁陽郡 （5）                                                                       | 雍奴縣 | 潞縣   | 今北京市東           | 漁陽郡(265-275?)→燕國(275?-？)→漁陽郡(？-316) |                                                     |
| 漁陽郡 （5）                                                                       | 雍奴縣 | 泉州縣 | 今天津市武清區       | 漁陽郡(265-275?)→燕國(275?-？)→漁陽郡(？-316) |                                                     |
| 漁陽郡 （5）                                                                       | 雍奴縣 | 安樂縣 | 今北京市順義區       | 漁陽郡(265-275?)→燕國(275?-？)→漁陽郡(？-316) |                                                     |
| 漁陽郡 （5）                                                                       | 雍奴縣 | 狐奴縣 | 今北京市順義區東北   | 燕國(275?-？)→漁陽郡(？-316)                  | 晉時復縣。                                          |
| 漁陽郡 （5）                                                                       | 雍奴縣 | 漁陽縣 | 今北京市密雲縣       | 漁陽郡(265-266)                               | 晉時廢縣。                                          |
| 北平郡 （4）                                                                       | 徐無縣 | 徐無縣 | 今河北省遵化市東     | 北平郡(265-2316)                              |                                                     |
| 北平郡 （4）                                                                       | 徐無縣 | 土垠縣 | 今河北省唐山市豐潤區 | 北平郡(265-2316)                              |                                                     |
| 北平郡 （4）                                                                       | 徐無縣 | 俊靡縣 | 今河北省遵化市西北   | 北平郡(265-2316)                              |                                                     |
| 北平郡 （4）                                                                       | 徐無縣 | 無終縣 | 今天津市薊縣         | 北平郡(265-2316)                              |                                                     |
| 上谷郡 （2）                                                                       | 沮陽縣 | 沮陽縣 | 今北京市延慶縣西南   | 上谷郡(265-316)                               |                                                     |
| 上谷郡 （2）                                                                       | 沮陽縣 | 居庸縣 | 今北京市延慶縣       | 上谷郡(265-316)                               |                                                     |
| 上谷郡 （2）                                                                       | 沮陽縣 | 廣寧縣 | 今河北省張家口市南   | 上谷郡(265-273?)                              | 泰始九年（273年）因鮮卑人入侵廣寧縣殺略五千人而廢。 |
| 廣寧郡 （3）                                                                       | 下洛縣 | 下洛縣 | 今河北省涿鹿縣東     | 上谷郡(265-282)→廣寧郡(282-316)               |                                                     |
| 廣寧郡 （3）                                                                       | 下洛縣 | 潘縣   | 今河北省涿鹿縣西南   | 上谷郡(265-282)→廣寧郡(282-316)               |                                                     |
| 廣寧郡 （3）                                                                       | 下洛縣 | 涿鹿縣 | 今河北省涿鹿縣       | 上谷郡(265-282)→廣寧郡(282-316)               |                                                     |
| 代郡 （4）                                                                         | 代縣   | 代縣   | 今河北省蔚縣東北     | 代郡(265-316)                                 |                                                     |
| 代郡 （4）                                                                         | 代縣   | 平舒縣 | 今山西省廣靈縣       | 代郡(265-316)                                 |                                                     |
| 代郡 （4）                                                                         | 代縣   | 當城縣 | 今河北省涿鹿縣西南   | 代郡(265-316)                                 |                                                     |
| 代郡 （4）                                                                         | 代縣   | 廣昌縣 | 今河北省淶源縣       | 代郡(？-316)                                  | 晉時置縣。                                          |
| 遼西郡 （3）                                                                       | 陽樂縣 | 陽樂縣 | 今河北省盧龍縣東     | 遼西郡(265-316)                               |                                                     |
| 遼西郡 （3）                                                                       | 陽樂縣 | 肥如縣 | 今河北省遷安市東北   | 遼西郡(265-316)                               |                                                     |
| 遼西郡 （3）                                                                       | 陽樂縣 | 海陽縣 | 今河北省灤南縣北     | 遼西郡(265-316)                               |                                                     |
| 遼西郡 （3）                                                                       | 陽樂縣 | 臨渝縣 | 今河北省撫寧縣榆關鎮 | 遼西郡(265-？)                                | 晉時廢縣併入陽樂縣。                                |
| 遼西郡 （3）                                                                       | 陽樂縣 | 令支縣 | 今河北省遷安市東     | 遼西郡(265-？)                                | 晉時廢縣。                                          |

## 出處
1. ↑  《晉書》卷5〈孝愍帝紀〉：「〔建興二年〕三月癸酉，石勒陷幽州。」
2. ↑  《晉書》卷38〈清惠亭侯京傳〉：「泰始元年封燕王……咸寧初，徵為步兵校尉，以漁陽郡益其國。」
3. ↑  《晉書》卷14〈地理志上〉：「廣寧郡，故屬上谷，太康中置郡。」
4. ↑  《太平寰宇記》卷70〈河北道·涿州固安縣〉：「陽鄉故城，漢為縣……後漢省，晉復置為長鄉。」
5. ↑  《魏書》卷106上〈地形志上〉：「漁陽，二漢屬，晉罷。」
6. ↑  《晉書》卷3〈武帝紀〉：「〔泰始九年〕鮮卑寇廣寧，殺略五千人。」
7. ↑  《太平寰宇記》卷51〈河東道·蔚州飛狐縣〉：「飛狐縣……本漢廣昌縣地，屬代郡，後漢屬中山國，魏封樂進為廣昌侯即渭此，後廢，晉又屬代郡。」
8. ↑  《輿地廣記》卷12〈河北路·平州石城縣〉：「本臨渝，二漢屬遼西郡，晉省入陽樂。」
9. ↑  《輿地廣記》卷12〈河北路·平州盧龍縣〉：「故令支縣，二漢屬遼西郡，晉省之。」

### 書籍
- 吳增僅，《三國郡縣表》，上海：開明書局，1937
- 李錫甫，《漢晉城陽郡沿革考》，國立編譯館館刊第6卷第一期，1977
- 劉琳，《華陽國志校注》，成都：巴蜀書社，1984
- 李曉杰，《東漢政區地理》，北京：人民出版社，1987
- 胡阿祥，《六朝疆域與政區研究》（增訂本），北京：學苑出版社，2005
- 錢儀吉、楊晨，《三國會要》，上海：上海古籍出版社，2006
- 陳健梅，《孫吳政區地理研究》，長沙：岳麓書社，2007
- 孔祥軍，《三國政區地理研究》，南京：南京大學歷史系，2007
- 任乃強，《華陽國志校補圖注》，上海：上海古籍出版社，2009
- 孔祥軍，《晉書地理志校注》，北京：新世界出版社，2012
- 胡阿祥、孔祥軍、徐成合著，《中國行政區劃通史·三國兩晉南朝卷》，上海：復旦大學出版社，2014
- 范曄，《後漢書》，維基文庫
- 房玄齡，《晉書》，維基文庫
- 沈約，《宋書》，維基文庫
- 魏收，《魏書》，維基文庫
- 李吉甫，《元和郡縣圖志》，維基文庫
- 樂史，《太平寰宇記》，維基文庫
- 歐陽忞，《輿地廣記》，維基文庫
- 酈道元，《水經注》，維基文庫